# Alec Severin
Alec Severin, of Al Severin (Brussel, 29 december 1963) is een Belgisch, Franstalig stripauteur. De vader van Severin was zelf ook striptekenaar voor publicitaire strips. Op 16 jaar verliet Alec Severin de school en begon als striptekenaar. Zijn strip Lisette werd getekend voor stripblad Spirou maar werd er uiteindelijk geweigerd wegens te weinig commercieel. De strip werd later uitgegeven door Delcourt. Severin tekende voor het blad Schtroumpf de strip La bande des Quatre-Vents op scenario van Yvan Delporte. Zijn voornaamste werk betreft de strips rond Harry. Deze held ontstond bij de verstripping van De tijdmachine van H.G. Wells. Maar door een kwestie van rechten ging Severin verder met een andere Harry, de kleinzoon van de held van Wells. La machine à explorer le temps van Alec Sevérin werd toch nog uitgegeven bij Lefrancq. 
Alec Severin tekent in een retro-stijl die doet denken aan de strips uit de jaren '30 en '40. Severin is Getuige van Jehova.
In 2018 maakte hij een retroversie van Robbedoes en Kwabbernoot met vier kortverhalen in de stijl van Jijé en André Franquin.

## Werk
- Gratin (Deligne)
- A story of war (Deligne)
- Lisette (Delcourt)
- Bill Cosmos (Cosmos Comics)
- La machine à explorer le temps (Lefrancq)
- Harry (3 delen) (Lefrancq)
- Robbedoes: Keer op keer (2018)

- Bibliothèque nationale de France: cb13203647z (data)
- International Standard Name Identifier: 0000 0000 0069 5827
- Library of Congress Control Number: no2017127915
- Nederlandse Thesaurus van Auteursnamen: 074915789
- Système universitaire de documentation: 08267955X
- Virtual International Authority File: 9990391
- WorldCat: E39PBJc7WyWYWDchq3Q9hYPxXd